# Vårt Land (norsk tidning)
Vårt Land är en rikstäckande norsk kristen dagstidning som utges i Oslo. Tidningen grundades 1945 av bland andra Ronald Fangen. 2016 hade tidningen en upplaga på 22 864. Tidningen är målformsneutral och innehåller artiklar skrivna på bokmål eller nynorska.
Vårt Land är, genom Swedmedia, delägare i den svenska rikstäckande kristna tidningen Dagen.
Sedan 2008 är Helge Simonnes chefredaktör.